# Arguel (Doubs)
Arguel is een plaats en voormalige gemeente in het Franse departement Doubs in de regio Bourgogne-Franche-Comté en telt 218 inwoners (1999). De plaats maakt deel uit van het arrondissement Besançon.

## Geschiedenis
Arguel is op 1 januari 2019 opgegaan in de aangrenzende gemeente Fontain, die daarmee de status kreeg van commune nouvelle.

## Geografie
De oppervlakte van Arguel bedraagt 5,0 km², de bevolkingsdichtheid is 43,6 inwoners per km².
De onderstaande kaart toont de ligging van Arguel (Doubs) met de belangrijkste infrastructuur en aangrenzende gemeenten.

## Demografie
Onderstaande figuur toont het verloop van het inwonertal.